# Persone di nome Grigorij
| Questa pagina contiene informazioni ricavate automaticamente dalle voci biografiche con l'ausilio del template Bio e di un bot. L'aggiornamento è periodico e automatico e ricostruisce completamente la pagina. Se manca una persona in questa lista, sei pregato di non aggiungerla, ma accertati piuttosto che la sua voce biografica contenga il template Bio e che i dati anagrafici siano correttamente compilati. Se il template Bio manca, inseriscilo tu stesso o, in alternativa, metti l'avviso {{tmp\|Bio}} che ne segnala la mancanza. Se i dati riportati sono sbagliati, correggi direttamente la voce biografica; le modifiche saranno visibili in questa lista entro pochi giorni. Per chiarimenti vedi il progetto antroponimi. La lista contiene solo le 93 persone che sono citate nell'enciclopedia e per le quali è stato implementato correttamente il template Bio. Pagina aggiornata al 16 ott 2024. |

Questa è una lista di persone presenti nell'enciclopedia che hanno il prenome Grigorij, suddivise per attività principale.

## Ammiragli(2)
- Grigorij Andreevič Spiridov, ammiraglio russo (Vyborg, n. 1713 - Mosca, † 1790)
- Grigorij Pavlovič Čuchnin, ammiraglio russo (Nikolaev, n. 1848 - Sebastopoli, † 1906)

## Anarchici(1)
- Grigorij Petrovič Maksimov, anarchico russo (Mitjušino, n. 1893 - Chicago, † 1950)

## Artisti(1)
- Grigorij Grigor'evič Gagarin, artista e nobile russo (San Pietroburgo, n. 1810 - Châtellerault, † 1893)

## Astisti(1)
- Grigorij Egorov, ex astista kazako (Şımkent, n. 1967)

## Astrofisici(1)
- Grigorij Abramovič Šajn, astrofisico sovietico (Odessa, n. 1892 - Mosca, † 1956)

## Astronomi(1)
- Grigorij Nikolaevič Neujmin, astronomo russo (Tbilisi, n. 1886 - † 1946)

## Attori(2)
- Grigorij Belov, attore sovietico (n. 1895 - Jaroslavl', † 1965)
- Grigorij Dobrygin, attore russo (Viljučinsk, n. 1986)

## Aviatori(1)
- Grigorij Panteleevič Kravčenko, aviatore sovietico (Golubovka, n. 1912 - Sinjavino, † 1943)

## Avvocati(1)
- Grigorij Žatkovič, avvocato e attivista (Holubyne, n. 1886 - Pittsburgh, † 1967)

## Calciatori(6)
- Grigorij Bogemskij, calciatore russo (n. 1895 - † 1957)
- Grigorij Čirkin, ex calciatore russo (Novosibirsk, n. 1986)
- Grigorij Fedotov, calciatore sovietico (Noginsk, n. 1916 - Mosca, † 1957)
- Grigorij Morozov, calciatore russo (Iževsk, n. 1994)
- Grigorij Nikitin, calciatore russo (San Pietroburgo, n. 1890 - † 1917)
- Grigorij Pinaičev, calciatore e allenatore di calcio sovietico (Mosca, n. 1913 - Mosca, † 1988)

## Cantanti(1)
- Grigorij Leps, cantante e cantautore russo (Soči, n. 1962)

## Cestisti(1)
- Grigorij Motovilov, cestista russo (Mosca, n. 1998)

## Cosmonauti(1)
- Grigorij Grigorjevič Neljubov, cosmonauta sovietico (Porfirjevka, n. 1934 - Vladivostok, † 1966)

## Diplomatici(1)
- Grigorij Petrovič Volkonskij, diplomatico russo (n. 1808 - Nizza, † 1882)

## Dirigenti pubblici(1)
- Grigorij Rodčenkov, dirigente pubblico e chimico russo (Mosca, Russia, n. 1958)

## Economisti(1)
- Grigorij Javlinskij, economista e politico russo (Leopoli, n. 1952)

## Entomologi(1)
- Grigorij Efimovič Grum-Gržimajlo, entomologo e geografo russo (San Pietroburgo, n. 1860 - Leningrado, † 1936)

## Esploratori(2)
- Grigorij Nikolaevič Potanin, esploratore, orientalista e etnografo russo (n. 1835 - Tomsk, † 1920)
- Grigorij Ivanovič Šelichov, esploratore, navigatore e mercante russo (Ryl'sk, n. 1747 - Irkutsk, † 1795)

## Fisici(1)
- Grigorij Samuilovič Landsberg, fisico sovietico (Vologda, n. 1890 - Mosca, † 1957)

## Generali(5)
- Grigorij Ivanovič Čertkov, generale russo (San Pietroburgo, n. 1828 - San Pietroburgo, † 1884)
- Grigorij Ivanovič Kulik, generale e politico sovietico (Dudnykove, n. 1890 - Mosca, † 1950)
- Grigorij Michajlovič Semënov, generale russo (Kuranža, n. 1890 - Mosca, † 1946)
- Grigorij Semënovič Volkonskij, generale russo (n. 1742 - San Pietroburgo, † 1824)
- Grigorij Michajlovič Štern, generale sovietico (Smila, n. 1900 - Kujbyšev, † 1941)

## Hockeisti su ghiaccio(1)
- Grigorij Mkrtyčan, hockeista su ghiaccio sovietico (Krasnodar, n. 1925 - Mosca, † 2003)

## Matematici(2)
- Grigorij Margulis, matematico russo (Mosca, n. 1946)
- Grigorij Jakovlevič Perel'man, matematico russo (Leningrado, n. 1966)

## Militari(7)
- Grigorij Petrovič Černyšëv, ufficiale russo (n. 1672 - San Pietroburgo, † 1745)
- Grigorij Ivanovič Davidenko, militare e aviatore sovietico (Staryj Kovraj, n. 1921 - Libau, † 1945)
- Grigorij Grigor'evič Orlov, militare russo (Mosca, n. 1734 - Mosca, † 1783)
- Grigorij Ivanovič Orlov, militare e politico russo (n. 1685 - Mosca, † 1746)
- Grigorij Aleksandrovič Potëmkin, militare e politico russo (Čizevo, n. 1739 - Rădenii Vechi, † 1791)
- Maljuta Skuratov, militare russo (Paide, † 1573)
- Grigorij Petrovič Šuvalov, ufficiale russo (n. 1804 - † 1859)

## Navigatori(1)
- Grigorij Nikitič Vakulenčuk, marinaio russo (Velykyj Korovynci, n. 1877 - Odessa, † 1905)

## Nobili(5)
- Grigorij Ivanovič Černyšëv, nobile russo (San Pietroburgo, n. 1762 - Orël, † 1831)
- Grigorij Aleksandrovič Demidov, nobile russo (n. 1765 - † 1827)
- Grigorij Ivanovič Gagarin, nobile, diplomatico e poeta russo (Mosca, n. 1782 - Monaco di Baviera, † 1837)
- Grigorij Aleksandrovič Stroganov, nobile e diplomatico russo (San Pietroburgo, n. 1770 - San Pietroburgo, † 1857)
- Grigorij Sergeevič Stroganov, nobile e politico russo (San Pietroburgo, n. 1829 - Parigi, † 1910)

## Nuotatori(2)
- Grigorij Falko, ex nuotatore russo (Leningrado, n. 1987)
- Grigorij Tarasevič, nuotatore russo (Omsk, n. 1995)

## Pianisti(2)
- Grigorij Romanovič Ginzburg, pianista russo (Nižnij Novgorod, n. 1904 - Mosca, † 1961)
- Grigorij Lipmanovič Sokolov, pianista russo (Leningrado, n. 1950)

## Pittori(5)
- Grigorij Mihajlovič Bobrovskij, pittore sovietico (Vicebsk, n. 1873 - Leningrado, † 1942)
- Grigorij Lapčenko, pittore ucraino (Valjava, n. 1801 - Daugavpils, † 1876)
- Grigorij Grigor'evič Mjasoedov, pittore russo (Pankovo, n. 1834 - Poltava, † 1911)
- Grigorij Soroka, pittore russo (oblast' di Tver', n. 1823 - Vyšnij Voločëk, † 1864)
- Grigorij Černecov, pittore russo (Luch, n. 1802 - San Pietroburgo, † 1865)

## Politici(5)
- Grigorij Konstantinovič Ordžonikidze, politico e rivoluzionario sovietico (Goreša, n. 1886 - Mosca, † 1937)
- Grigorij Vladimirovič Orlov, politico russo (n. 1777 - Mosca, † 1826)
- Grigorij Vasil'evič Romanov, politico sovietico (Nižnij Novgorod, n. 1923 - Mosca, † 2008)
- Grigorij Jakovlevič Sokol'nikov, politico e diplomatico sovietico (Romny, n. 1888 - Verchneural'sk, † 1939)
- Grigorij Dmitrievič Stroganov, politico russo (n. 1656 - Mosca, † 1715)

## Rapper(1)
- OG Buda, rapper russo (Tjumen', n. 1994)

## Registi(11)
- Grigorij Vasil'evič Aleksandrov, regista e sceneggiatore sovietico (Ekaterinburg, n. 1903 - Mosca, † 1983)
- Grigorij Lazarevič Aronov, regista sovietico (Počep, n. 1923 - Počep, † 1984)
- Grigorij Naumovič Čuchraj, regista e sceneggiatore russo (Melitopol', n. 1921 - Mosca, † 2001)
- Grigorij Jakovlevič Koltunov, regista sovietico (Odessa, n. 1907 - Odessa, † 1999)
- Grigorij Konstantinopol'skij, regista e attore russo (Mosca, n. 1964)
- Grigorij Michajlovič Kozincev, regista cinematografico e regista teatrale sovietico (Kiev, n. 1905 - Leningrado, † 1973)
- Grigorij Alekseevič Levkoev, regista cinematografico sovietico (Orechovo-Zuevo, n. 1899 - † 1986)
- Grigorij Ivanovič Libken, regista cinematografico russo (n. 1870 - † 1936)
- Grigorij Lomidze, regista cinematografico sovietico (Dmitrov, n. 1903 - † 1962)
- Grigorij Grigor'evič Nikulin, regista sovietico (Bol'šaja Treščevka, n. 1922 - San Pietroburgo, † 2007)
- Grigorij L'vovič Rošal', regista sovietico (Novozybkov, n. 1899 - Mosca, † 1983)

## Rivoluzionari(3)
- Grigorij Eremeevič Evdokimov, rivoluzionario e politico russo (n. 1884 - Mosca, † 1936)
- Grigorij Prokof'evič Isaev, rivoluzionario russo (Mogilev, n. 1857 - San Pietroburgo, † 1886)
- Grigorij Ivanovič Petrovskij, rivoluzionario e politico russo (Char'kov, n. 1878 - Mosca, † 1958)

## Scacchisti(3)
- Grigorij Kajdanov, scacchista statunitense (Berdyčiv, n. 1959)
- Grigorij Jakovlevič Levenfiš, scacchista sovietico (Piotrków Trybunalski, n. 1889 - Mosca, † 1961)
- Grigorij Oparin, scacchista russo (Monaco di Baviera, n. 1997)

## Schermidori(2)
- Grigorij Kirienko, ex schermidore russo (Novosibirsk, n. 1965)
- Grigorij Kriss, ex schermidore sovietico (Kiev, n. 1940)

## Scrittori(4)
- Grigorij Camblak, scrittore e religioso bulgaro (Veliko Tărnovo, n. 1364 - Njameu, † 1419)
- Grigorij Petrovič Danilevskij, scrittore russo (Charkiv, n. 1829 - San Pietroburgo, † 1890)
- Grigorij Fedorovič Kvitka, scrittore ucraino (Osnovo, n. 1778 - Charkiv, † 1843)
- Grigorij Pomeranc, scrittore russo (Vilnius, n. 1918 - Mosca, † 2013)

## Sollevatori(1)
- Grigorij Novak, sollevatore sovietico (Černobyl', n. 1919 - Mosca, † 1980)

## Tiratori a segno(1)
- Grigorij Kosych, tiratore a segno sovietico (n. 1934 - † 2012)

## Triplisti(1)
- Grigorij Emec, ex triplista ucraino (n. 1957)

## Violinisti(1)
- Grigorij Žislin, violinista, violista e docente russo (Leningrado, n. 1945 - Berlino, † 2017)

## Violoncellisti(1)
- Grigorij Pavlovič Pjatigorskij, violoncellista ucraino (Dnipro, n. 1903 - Los Angeles, † 1976)

## Senza attività specificata(2)
- Grigorij Bremel', ex pentatleta russo (n. 1968)
- Grigorij Aleksandrovič Gamburcev, sismologo russo (San Pietroburgo, n. 1903 - Mosca, † 1955)